# Garra bibarbatus
Garra bibarbatus är en fiskart som först beskrevs av Nguyen 2001.  Garra bibarbatus ingår i släktet Garra och familjen karpfiskar. IUCN kategoriserar arten globalt som otillräckligt studerad. Inga underarter finns listade i Catalogue of Life.